# Hemmingstedt
Hemmingstedt település Németországban, Schleswig-Holstein tartományban. Lakosainak száma 2843 fő (2023. december 31.). Hemmingstedt Nordermeldorf, Wöhrden és Epenwöhrden községekkel határos.

## Népesség
A település népességének változása:
| Lakosok száma | 2903 | 2863 | 2873 | 2867 | 2867 | 2843 |
|               | 1975 | 2017 | 2019 | 2021 | 2022 | 2023 |